# UTC-10:00

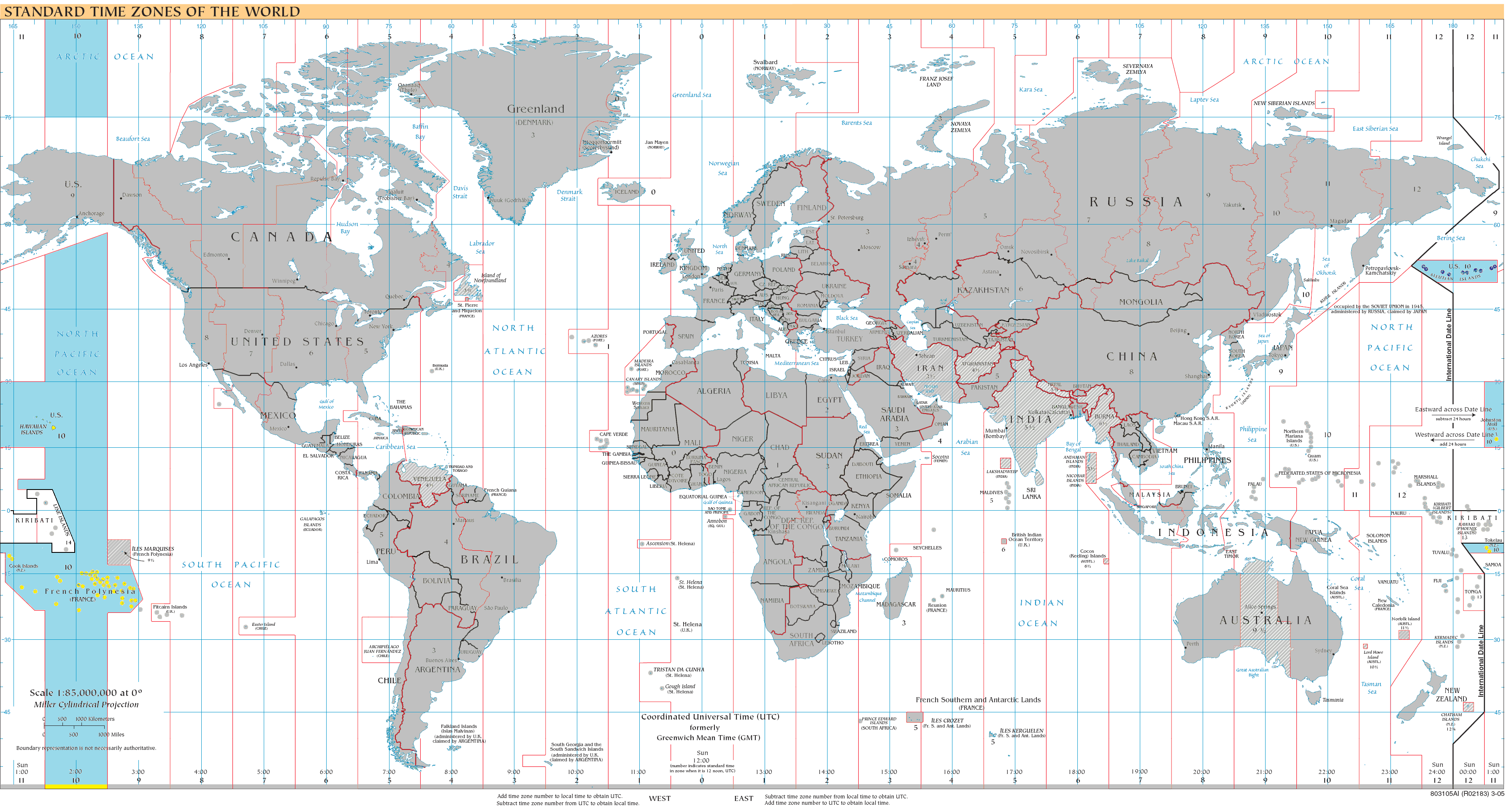
Mapa de UTC-10:00

UTC-10:00 es el trigésimo octavo huso horario del planeta cuya ubicación geográfica se encuentra en el meridiano 150 oeste el cual a su vez coincide con el huso horario UTC+14:00. Aquellos países que se rigen por este huso horario se encuentran 10 horas por detrás del meridiano de Greenwich.

## Hemisferio norte

### Países que se rigen por UTC-10:00 todo el año
| Abreviatura | Nombre Completo                               | País                   |
| ----------- | --------------------------------------------- | ---------------------- |
| HST         | Hora Estándar de Hawái (Hawaii Standard Time) | Estados Unidos - Hawái |

### Países que se rigen por UTC-10:00 en Horario Estándar
| Abreviatura | Nombre Completo                               | País                                                                           |
| ----------- | --------------------------------------------- | ------------------------------------------------------------------------------ |
| HST         | Hora Estándar de Hawái (Hawaii Standard Time) | Estados Unidos - Alaska - Islas Aleutianas al oeste del meridiano 169.30 oeste |

## Hemisferio sur

### Países que se rigen por UTC-10:00 todo el año
| Abreviatura | Nombre Completo                           | País                                               |
| ----------- | ----------------------------------------- | -------------------------------------------------- |
| CKT         | Hora de las Islas Cook (Cook Island Time) | Nueva Zelanda - Islas Cook                         |
| TAHT        | Hora de Tahití (Tahití Time)              | Francia - Polinesia Francesa - Bora Bora - Papeete |

## Diferencia horaria
Esta es la diferencia horaria que tiene el huso horario UTC-11, respecto a otros husos horarios:
| Huso horario | Diferencia de horas (-) |
| ------------ | ----------------------- |
| UTC-12:00    | -2 horas                |
| UTC-11:00    | -1 hora                 |

| Huso horario | Diferencia de horas (+) |
| ------------ | ----------------------- |
| UTC-09:30    | +30 minutos             |
| UTC-09:00    | +1 hora                 |
| UTC-08:00    | +2 horas                |
| UTC-07:00    | +3 horas                |
| UTC-06:00    | +4 horas                |
| UTC-05:00    | +5 horas                |
| UTC-04:00    | +6 horas                |
| UTC-03:30    | +6 horas y 30 minutos   |
| UTC-03:00    | +7 horas                |
| UTC-02:30    | +7 horas y 30 minutos   |
| UTC-02:00    | +8 horas                |
| UTC-01:00    | +9 horas                |
| UTC±00:00    | +10 horas               |
| UTC+01:00    | +11 horas               |
| UTC+02:00    | +12 horas               |
| UTC+03:00    | +13 horas               |
| UTC+03:30    | +13 horas y 30 minutos  |
| UTC+04:00    | +14 horas               |
| UTC+04:30    | +14 horas y 30 minutos  |
| UTC+05:00    | +15 horas               |
| UTC+05:30    | +15 horas y 30 minutos  |
| UTC+05:45    | +15 horas y 45 minutos  |
| UTC+06:00    | +16 horas               |
| UTC+06:30    | +16 horas y 30 minutos  |
| UTC+07:00    | +17 horas               |
| UTC+08:00    | +18 horas               |
| UTC+08:45    | +18 horas y 45 minutos  |
| UTC+09:00    | +19 horas               |
| UTC+09:30    | +19 horas y 30 minutos  |
| UTC+10:00    | +20 horas               |
| UTC+10:30    | +20 horas y 30 minutos  |
| UTC+11:00    | +21 horas               |
| UTC+12:00    | +22 horas               |
| UTC+12:45    | +22 horas y 45 minutos  |
| UTC+13:00    | +23 horas               |
| UTC+13:45    | +23 horas y 45 minutos  |
| UTC+14:00    | +24 horas (1 día)       |